# Kreuzkopf (Ammergauer Alpen)
Der Kreuzkopf ist ein Berg an der deutsch-österreichischen Grenze in den Ammergauer Alpen (nördliche Kalkalpen).

## Geographie

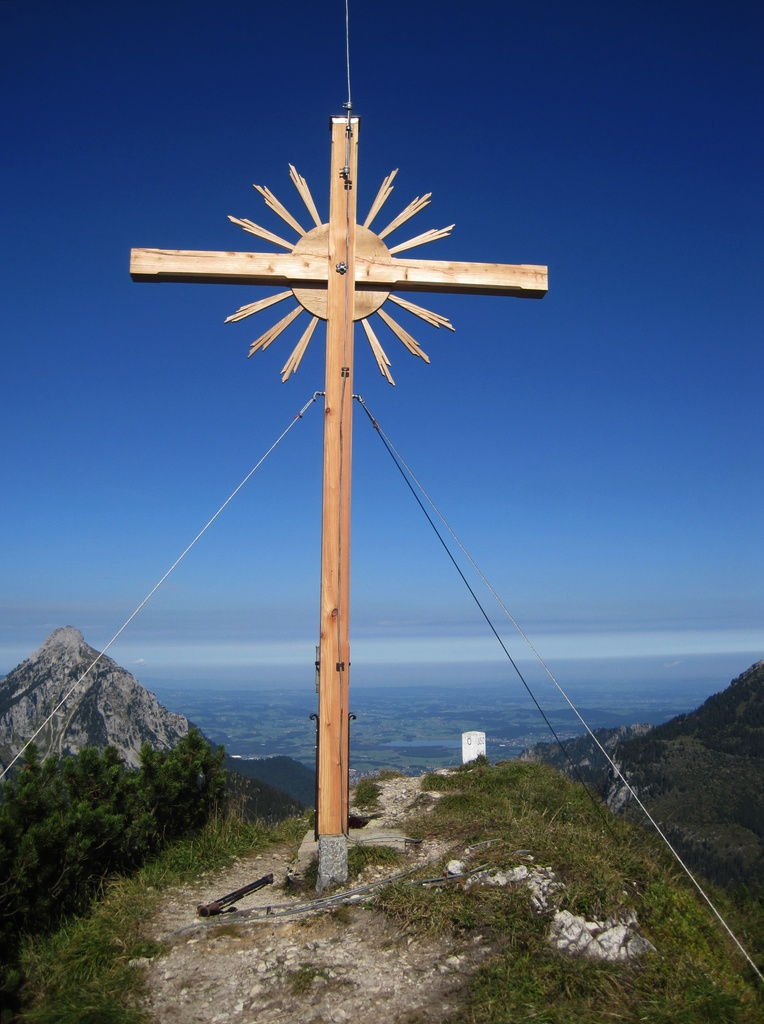
Gipfelkreuz des Kreuzkopf; Im Hintergrund der Säuling

Die Höhe des Gipfels beträgt 1910 m ü. A. nach österreichischer und 1909 m ü. NHN nach deutscher Vermessung. Er kann sowohl von österreichischer als auch von deutscher Seite aus bestiegen werden. Man hat vom Gipfel eine umfassende Aussicht auf den Säuling, den Hohen Straußberg sowie auf das Zugspitzmassiv. Ein weiterer benachbarter Gipfel im Norden ist der Ochsenälpeleskopf (1905 m), welcher direkt über das Kuhkarjoch erreichbar ist.
Im südöstlich des Gipfels gelegenen Kalbelekar wurde 2003 ein Fragment des Meteoriten Neuschwanstein gefunden, der am 6. April 2002 niedergegangen war.

## Wege
Der leichteste Weg auf den Kreuzkopf führt über das Ammerwaldhotel und den Schützensteig bis zum Ammerwaldsattel. Von dort führt ein Wanderweg über die Hirschwängalm und das Kuhkarjoch zum Gipfel. Das letzte Stück des Weges ist ausgesetzt und steil.
Der kürzeste Weg führt vom Ammerwaldhotel nach Westen durch das Tal des Kuhkarbaches zum Kuhkarjoch.
Deutlich weiter ist der Weg von Hohenschwangau und die Bleckenau zum Kuhkarjoch. Man kann die Besteigung auch gut mit einer Tour auf den nördlich benachbarten Ochsenälpeleskopf kombinieren.